# Erica von Scheel
Erica von Scheel, verh. Hauptmann, (* 22. November 1881 in Metz; † 7. Oktober 1966 in Hamburg) war eine deutsche kunstgewerbliche Designerin und Schwiegertochter Gerhart Hauptmanns.
Die preußische Generalstochter besuchte die Berliner Malschule für Damen mit Unterricht bei Martin Brandenburg, Hans Baluschek und Ulrich Hübner. 1902 ging sie an das neue Kunstgewerbliche Seminar in Weimar, wo sie eine der ersten Schülerinnen Henry van de Veldes war, der sie stark förderte. In seinen Memoiren beschreibt er: „Sie war meine erste Schülerin und wie Sigurd Frosterus mit größter Begeisterung bei der Sache. [...] Das Wichtigste aber: sie war hochbegabt.“
Scheel wurde Meisterschülerin und Assistentin van de Veldes, später Lehrerin an der Weimarer Kunstgewerbeschule. Als Malerin, Bildhauerin, (Werbe-)Graphikerin, Buchgestalterin, Textil- und Modedesignerin sowie Keramikerin wurde sie eine typische Kunstgewerblerin ihrer Zeit und über Deutschland hinaus bekannt. So wurden ihre Arbeiten auf zahlreichen (inter)nationalen Ausstellungen präsentiert und ausgezeichnet: 1904 Weltausstellung St. Louis, 1906 Dritte Deutsche Künstlerbundausstellung Weimar, 1908 Oslo etc. Darüber hinaus half sie Henry van de Velde, die Luxusausgaben zu Nietzsches "Zarathustra" und "Ecce Homo" zu vollenden. Scheel lernte 1905 weiter beim Bildhauer Paul Dubois (1829–1905) in Brüssel, ab 1903 bei dem Keramiker Reinhold Hanke in Höhr-Grenzhausen und bei den Textilwerkstätten in Krefeld. Außerdem arbeitete sie 1910 als freiberufliche Textildesignerin für den renommierten Pariser Modeschöpfer Paul Poiret. In Paris verkehrte sie mit vielen Geistesgrößen der Zeit wie ihrem Nachbarn Rilke. Am 22. Mai 1915 schrieb er ihr aus München die berühmt gewordene Formulierung: „Welches Grauen, die Welt ist in die Hände der Menschen gefallen, der alte Cézanne sah es kommen, Tolstoj sah es kommen, und die es kommen sahen, bekümmerte Greise, gingen vorher hinüber.“
1912 heiratete sie nach längerer Freundschaft den Maler Ivo Hauptmann (1886–1973), den ältesten Sohn Gerhart Hauptmanns, 1914 gebar sie einen Sohn Gerhart Heinrich Ivo in Dockenhuden bei Hamburg. Sie war häufig in Agnetendorf mit ihrem Mann zu Besuch bei den Schwiegereltern. Auch nach 1918 fertigte sie kunstgewerbliche Arbeiten an. Ab 1925 lebte das Paar endgültig in Hamburg. Ihr Kontakt zu Henry van de Velde währte bis 1957, dem Todesjahr des Künstlers.

## Werk
Erica von Scheel arbeitete erfolgreich in verschiedenen Techniken und mit unterschiedlichen Materialien: Sie fertigte Keramiken und Silberarbeiten, arbeitete schriftkünstlerisch und gestaltete Batiken. In ihrer Weimarer Zeit fertigte sie Marmorpapiere, insbesondere auf echtem Japanpapier. Im Deutschen Buch- und Schriftmuseum der Deutschen Nationalbibliothek in Leipzig haben sich in der Sammlung des Wiener Hofrates Franz Bartsch 26 Marmorierte Papiere der Künstlerin erhalten, in der Buntpapiersammlung des Börsenvereins des Museum weitere 3 Blätter.

## Belege
1. ↑  Rainer Maria Rilke: Briefe in zwei Bänden. In: Horst Nalewski (Hrsg.): Briefe in zwei Bänden. Band I. Insel, 1991, S. 584.
2. ↑  Antje Neumann: Die Gesamtkünstlerin Erica von Scheel. Klassik Stiftung Weimar, abgerufen am 9. Juni 2025.
3. ↑  Julia Rinck: Erica von Scheel. In: Netzwerk Buntpapier - buntpapier.org. Arbeitskreis Buntpapier, abgerufen am 9. Juni 2025.
4. ↑  Marmorpapiere von Erica von Scheel. In: Online-Katalog der Deutschen Nationalbibliothek. Abgerufen am 9. Juni 2025.

| Personendaten    | Personendaten                      |
| ---------------- | ---------------------------------- |
| NAME             | Scheel, Erica von                  |
| ALTERNATIVNAMEN  | Hauptmann, Erica (Ehename)         |
| KURZBESCHREIBUNG | deutsche Künstlerin und Designerin |
| GEBURTSDATUM     | 22. November 1881                  |
| GEBURTSORT       | Metz                               |
| STERBEDATUM      | 7. Oktober 1966                    |
| STERBEORT        | Hamburg                            |